# Jaime Herrera Beutler
Jaime Lynn Herrera Beutler (Glendale, 3 novembre 1978) è una politica statunitense, membro della Camera dei Rappresentanti per il terzo distretto congressuale di Washington dal 2011 al 2023.

## Biografia
Jaime Lynn Herrera è nato a Glendale, in California, figlia di Candice Marie (Rough) e Armando D. Herrera. È cresciuta a Ridgefield, dove suo padre, di origine messicana, era un litografo. Ha studiato a casa fino alla nona elementare e si è diplomata alla Prairie High School , dove ha giocato a basket. Nel 2004, Herrera ha conseguito una laurea in comunicazione presso l'Università di Washington.
Herrera ha lavorato come stagista sia al Senato dello Stato di Washington che a Washington, DC, presso l'Ufficio per gli affari politici della Casa Bianca. Nel 2004 è stata stagista presso l'ufficio del senatore dello Stato di Washington Joe Zarelli, che in seguito ha sostenuto le sue campagne. È stata anche assistente legislativo di alto livello della deputata Cathy McMorris Rodgers.
Herrera Beutler, repubblicana, è stata nominata alla Camera dei rappresentanti di Washington nel 2007 per sostituire Richard Curtis, che si era dimesso in seguito ad uno scandalo sessuale. Ha poi vinto le elezioni del 2008 per mantenere il suo seggio con il 60% dei voti. 
Nel 2010, è stata eletta per rappresentare il terzo distretto congressuale di Washington al Congresso degli Stati Uniti. Da allora Herrera Beutler fu rieletta cinque volte e, a partire dalle elezioni del 2018, fu una dei due repubblicani a rappresentare un distretto sulla costa occidentale degli Stati Uniti (l'altro era Don Young dell'Alaska). 
Ricandidatasi per la rielezione nel 2022 perse le primarie, classificandosi terza dietro al repubblicano Joe Kent e alla democratica Marie Gluesenkamp Perez, che venne poi eletta deputata. Jaime Herrera Beutler lasciò così il Congresso dopo dodici anni di permanenza.
Ha guadagnato l'attenzione nazionale dopo che sua figlia è nata con una particolare patologia denominata sequenza di Potter.